# Comostola rubeibasis
Comostola rubeibasis är en fjärilsart som beskrevs av Louis Beethoven Prout 1934. Comostola rubeibasis ingår i släktet Comostola och familjen mätare. Inga underarter finns listade i Catalogue of Life.